# Federico Borrell García

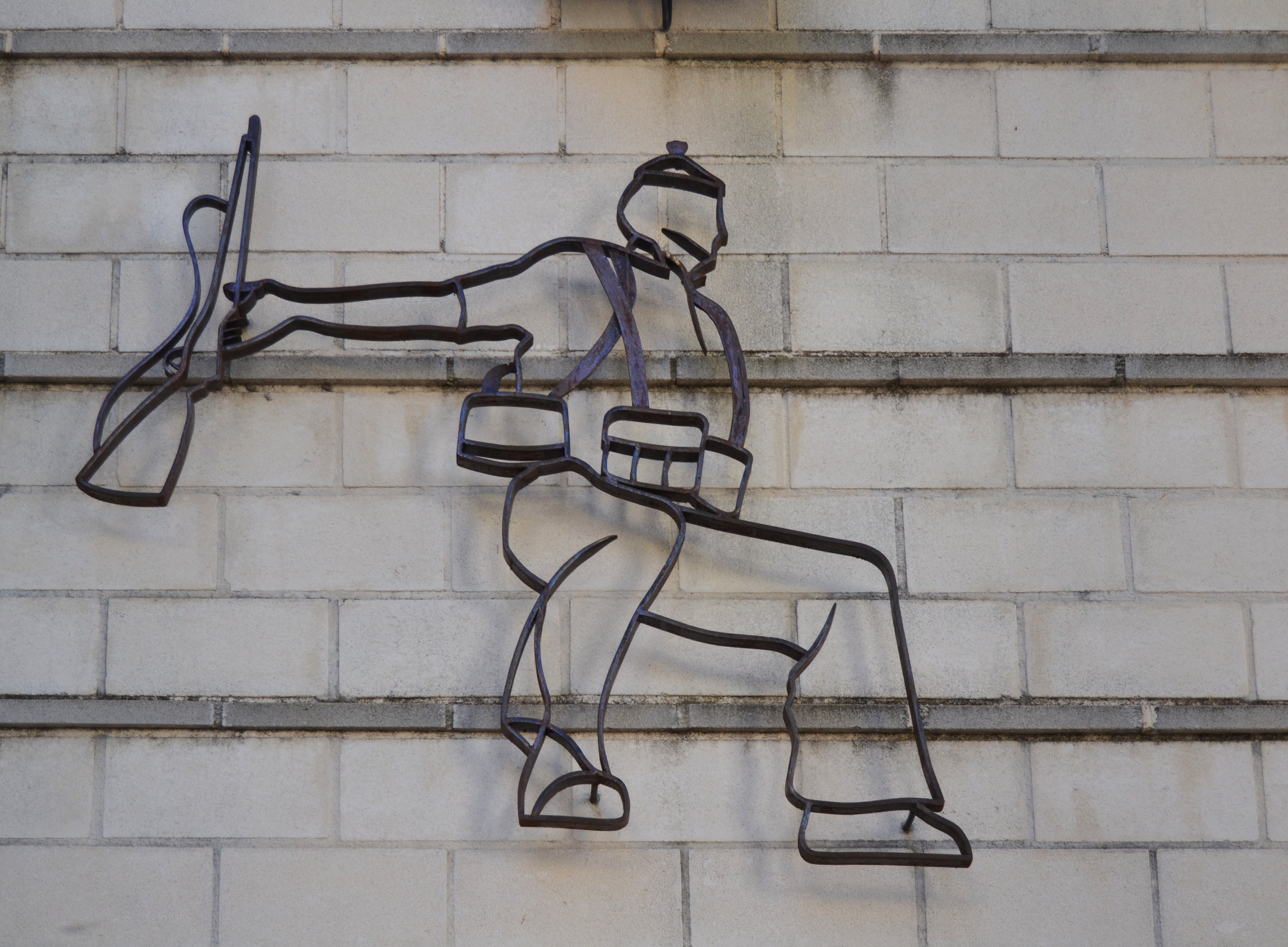
Monument a la casa on va nàixer Federico Borrell Garcia, Taino, a Benilloba, inspirat en la foto Mort d'un milicià.

Federico Borrell, Taino (Benilloba, 1912 - Cerro Muriano, 1936) va ser un anarquista valencià, fundador de la secció local d'Alcoi de les Joventuts Llibertàries durant la Guerra Civil Espanyola. Va ser retratat en el moment de la seua mort pel fotògraf Robert Capa en la foto Mort d'un milicià o El soldat caigut.

## Biografia
Federico Borrell García va nàixer el 3 de gener de 1912 al número 1 del carrer Sant Miquel de Benilloba, el que feia cinc de sis germans. Fill del llaurador Vicent Borrell Casanova Batalló i de Maria García Ripoll la Taina, son pare va morir quan ell tenia sis anys, per la qual cosa la família es va traslladar a Alcoi i sa mare va haver de servir com a criada. De caràcter figurador i filiació anarquista, el jove Federico Taino va aprendre a llegir i treballava de teixidor en la indústria tèxtil alcoiana amb la intenció de casar-se amb la seua nóvia Marina.
Ja en guerra, l'1 de setembre de 1936 Federico se'n va anar al front de Còrdova junt amb el seu germà Evaristo en la Columna Alcoiana, una milícia de tres-cents anarquistes equipats amb armes i munició del quarter d'infanteria local; quatre dies després, Taino es trobava junt amb uns altres cinquanta hòmens a un tossal de Cerro Muriano, una aldea cordovesa a dotze quilòmetres al Nord, quan els va sorprendre una ràfega de metralleta: pel que es desprén de les fotos de Capa, l'alcoià va ser el primer a caure mort d'un tir al cor per un franctirador marroquí del coronel Sáenz de Buruaga, seguit d'un altre milicià mai identificat. El seu germà xicotet se'n va tornar a Alcoi a informar les altres quatre germanes i, amb tota probabilitat, el cadàver de Taino va ser soterrat al cementeri de Villaharta junt amb el dels altres combatents morts aquell dia.
La seua mort, immortalitzada en la foto Milicià republicà en el moment de la mort a Cerro Muriano, 5 de setembre de 1936 ha sigut objecte d'estudi i de controvèrsia: Capa, que es trobava allà junt amb Gerda Taro i més periodistes, hauria disparat la seua màquina alhora que el franctirador que va matar Borrell, per la qual cosa l'acusaven d'haver preparat la foto. La imatge es va publicar el 23 de setembre del mateix any en la revista francesa Vu i el 12 de juliol de l'any següent en la nord-americana Life, però les primeres acusacions no es van produir fins a 1975: en el llibre de Phillip Knightley The First Casualty, el reporter sud-africà O.D. Gallagher assegurava que les fotos eren un muntatge republicà; més tard, en The Camera at War de Jorge Lewinski, el mateix Gallagher es contradiu i afirmava que això va tindre lloc en el bàndol franquista.
De qualsevol manera, la identitat de l'home en Mort d'un milicià encara era un misteri: la identificació de Federico amb El soldat caigut la va trobar Mario Brotons, un altre alcoià que també va lluitar a Cerro Muriano i reconeixia les cartutxeres de factura alcoiana en la foto de Capa. Després d'investigar-ho en l'Arxiu General de la Guerra Civil de Salamanca, Brotons va descobrir que Borrell era l'únic membre de la Columna Alcoiana que va morir aquell dia i, en ensenyar-li la imatge a Evaristo Borrell, aquell va reconéixer el seu germà, mort cap a les cinc de la vesprada -com demostraria l'ombra projectada pel soldat- a la Loma de las Malagueñas.
En 1998, alhora que tenia lloc una retrospectiva sobre Capa a Londres, Phillip Knightley va tornar a publicar un escrit on reprenia la teoria del muntatge; l'any 2004, el documental Los héroes nunca mueren de Jan Arnold identificava el lloc de la mort com el Cerro de la Coja; en 2007, un altre documental dirigit pels valencians Hugo Doménech i Raúl M. Riebenbauer, La sombra del iceberg, insistia en el muntatge, rebutjava el nom de Borrell i fixava l'hora solar de la foto a les nou del matí. Recentment han eixit a la llum unes proves de contacte inèdites que mostren un cadàver estés en terra que podria ser el del mateix soldat i que donen peu a la versió oficial.